# Hesperophylax occidentalis
Hesperophylax occidentalis là một loài Trichoptera trong họ Limnephilidae. Chúng phân bố ở miền Tân bắc.